# واعظی
واعظی یک نام خانوادگی‌ست. افراد شاخص با این نام از این قرارند:
- محمود واعظی، وزیر ارتباطات و فناوری اطلاعات در دولت حسن روحانی
- امیررضا واعظی آشتیانی، سیاستمدار اصول‌گرای اهل ایران
- احمد واعظی، روحانی، نظریه‌پرداز و پژوهشگر ایرانی
- شمس‌الدین واعظی، روحانی و مرجع تقلید
- مهدی واعظی، دروازه‌بان حال حاضر باشگاه پرسپولیس تهران
- حجت‌الله واعظی، کماندار ایرانی
- فاطمه واعظی معروف به پریسا (خواننده)
- محمدمهدی واعظی معروف به محمد اصفهانی، پزشک، خواننده و آهنگساز ایرانی